# Petar Kastiljski, gospodar Camerosa
Petar Kastiljski, gospodar Camerosa (1290. – 25. lipnja 1319.) bio je španjolski lord, kastiljski infant. Na španjolskom poznat kao Pedro, Petar je bio lord („gospodar“) Camerosa i Berlange.
Petrovi su roditelji bili kralj Sančo IV. Kastiljski i njegova supruga Marija de Molina, a brat Ferdinand IV. Kastiljski.
Tijekom maloljetnosti svog sinovca Alfonsa XI., Petar je dijelio regentstvo sa svojom majkom.
Marija Aragonska – kći Jakova II. Aragonskog – udala se za Petra te je njihovo jedino dijete bila Blanka Kastiljska.
Petar je podupirao majku u regentstvu.